# Liste des anciennes communes de la Haute-Corse
Cette page a pour objectif de retracer toutes les modifications communales dans le département de la Haute-Corse : les anciennes communes qui ont existé depuis la Révolution française, ainsi que les créations, les modifications officielles de nom, ainsi que les échanges de territoires entre communes.
Né en 1975 du départage de la Corse en deux départements, la Haute-Corse compte aujourd'hui (au 1er janvier 2024) 236 communes. Ce relatif petit nombre de communes montre deux visages bien différents entre les communes de montagne plutôt peu peuplées et les communes littorales, pour certaines à la population plus dense.
Le découpage communal a été profondément remodelé pendant le Second Empire surtout (années 1850-1870), à la fois en étant rendu plus cohérent (en rattachant des enclaves à des communes voisines par exemple), mais aussi en créant un certain nombre de nouvelles communes et encore en fusionnant certaines communes parfois fortement dépeuplées.
Depuis 150 ans, le maillage communal est resté relativement figé (seules 3 fusions ont eu lieu au cours des années 1970, tandis qu'on constatait 2 créations un peu plus tôt). Les lois incitant aux regroupements communaux n'auront eu aucun écho ici.
De 240 communes en 1800, le nombre s'est stabilisé à un niveau sensiblement identique à 236 aujourd'hui.
En 1975, la Corse entière comptait 360 communes.

## Fusions
| Nom de la nouvelle commune | Communes réunies         | Régime        | Date (et nature) de la décision | Date d'effet                 |
| -------------------------- | ------------------------ | ------------- | ------------------------------- | ---------------------------- |
| Montegrosso                | Saint-Rainier-de-Balagne | fusion simple | 23 novembre 1972 (Arrêté)       | 1er janvier 1973             |
| Montegrosso                | Cassano                  | fusion simple | 23 novembre 1972 (Arrêté)       | 1er janvier 1973             |
| Saint-Rainier-de-Balagne   | Montemaggiore            | fusion simple | 30 novembre 1971 (Arrêté)       | 1er janvier 1972             |
| Saint-Rainier-de-Balagne   | Lunghignano              | fusion simple | 30 novembre 1971 (Arrêté)       | 1er janvier 1972             |
| Carcheto-Brustico          | Carcheto                 | fusion        | 5 novembre 1970 (Arrêté)        | 1er janvier 1971             |
| Carcheto-Brustico          | Brustico                 | fusion        | 5 novembre 1970 (Arrêté)        | 1er janvier 1971             |
| Venaco                     | Lugo-di-Venaco           | fusion        | 21 décembre 1874 (Décret)       | 21 décembre 1874 (Décret)    |
| Venaco                     | Serraggio                | fusion        | 21 décembre 1874 (Décret)       | 21 décembre 1874 (Décret)    |
| Piedicroce                 | Piedicroce               | fusion        | 4 juillet 1866 (Décret)         | 4 juillet 1866 (Décret)      |
| Piedicroce                 | Pastoreccia-d'Orezza     | fusion        | 4 juillet 1866 (Décret)         | 4 juillet 1866 (Décret)      |
| Sant'Andréa-di-Bozio       | Piedicorte-di-Bozio      | fusion        | 24 août 1857 (Décret)           | 24 août 1857 (Décret)        |
| Sant'Andréa-di-Bozio       | Arbitro                  | fusion        | 24 août 1857 (Décret)           | 24 août 1857 (Décret)        |
| Sant'Andréa-di-Bozio       | Rebbia                   | fusion        | 24 août 1857 (Décret)           | 24 août 1857 (Décret)        |
| Castello-di-Rostino        | Frasso                   | fusion        | 14 mars 1857 (Décret)           | 14 mars 1857 (Décret)        |
| Castello-di-Rostino        | Pastoreccia-di-Rostino   | fusion        | 14 mars 1857 (Décret)           | 14 mars 1857 (Décret)        |
| Lumio                      | Lumio                    | fusion        | 29 avril 1852 (Loi)             | 29 avril 1852 (Loi)          |
| Lumio                      | Occi                     | fusion        | 29 avril 1852 (Loi)             | 29 avril 1852 (Loi)          |
| Lugo-di-Venaco             | Lugo-di-Venaco           | fusion        | 5 février 1850 (Loi)            | 5 février 1850 (Loi)         |
| Lugo-di-Venaco             | Campo-Vecchio            | fusion        | 5 février 1850 (Loi)            | 5 février 1850 (Loi)         |
| Bastia                     | Bastia                   | fusion        | 13 avril 1844 (Loi)             | 13 avril 1844 (Loi)          |
| Bastia                     | Cardo                    | fusion        | 13 avril 1844 (Loi)             | 13 avril 1844 (Loi)          |
| Sorbo-Ocagnano             | Sorbo                    | fusion        | 14 octobre 1827 (Ordonnance)    | 14 octobre 1827 (Ordonnance) |
| Sorbo-Ocagnano             | Ocagnano                 | fusion        | 14 octobre 1827 (Ordonnance)    | 14 octobre 1827 (Ordonnance) |

## Créations
| Nom de la commune créée | Commune affectée      | Mode de création | Date (et nature) de la décision |
| ----------------------- | --------------------- | ---------------- | ------------------------------- |
| Chisa                   | Ventiseri             | Démembrement     | 30 décembre 1946 (Arrêté)       |
| San-Gavino-di-Fiumorbo  | Isolaccio-di-Fiumorbo | Démembrement     | 27 janvier 1939 (Loi)           |
| Casevecchie             | Noceta                | Démembrement     | 30 mai 1866 (Loi)               |
| Casevecchie             | Rospigliani           | Démembrement     | 30 mai 1866 (Loi)               |
| Galéria                 | Calenzana             | Démembrement     | 27 avril 1864 (Loi)             |
| Manso                   | Calenzana             | Démembrement     | 27 avril 1864 (Loi)             |
| Aghione                 | Gatti-di-Vivario      | Démembrement     | 27 avril 1864 (Loi)             |
| Aghione                 | Vezzani               | Démembrement     | 27 avril 1864 (Loi)             |
| Ghisonaccia             | Lugo-di-Nazza         | Démembrement     | 9 juillet 1845 (Loi)            |
| Aléria                  | Moïta                 | Démembrement     | 28 septembre 1824 (Ordonnance)  |
| Aléria                  | Pianello              | Démembrement     | 28 septembre 1824 (Ordonnance)  |
| Aléria                  | Zuani                 | Démembrement     | 28 septembre 1824 (Ordonnance)  |
| Piano                   | Casalta               | Démembrement     | 1800                            |
| Serra-di-Fiumorbo       | Ventiseri             | Démembrement     | 1800                            |
| Pigna                   | Corbara               | Démembrement     | 1792                            |

## Modifications de nom officiel
| Ancien nom       | Nouveau nom          | Date (et nature) de la décision |
| ---------------- | -------------------- | ------------------------------- |
| Prato            | Prato-di-Giovellina  | 29 août 1969 (Décret)           |
| Gatti-di-Vivario | Vivario              | 27 novembre 1920 (Décret)       |
| Piedicorte       | Piedicorte-di-Bozio  | 1er juillet 1829 (Ordonnance)   |
| Piedicorte       | Piedicorte-di-Gaggio | 1er juillet 1829 (Ordonnance)   |

## Modifications de limites communales
Les modifications des limites communales décidées par arrêtés préfectoraux ne sont pas répertoriées dans le Journal officiel ni dans le Bulletin officiel.
| La commune de ...                                        | cède du territoire à la commune de...                    | Précisions                                                                                      | Date (et nature) de la décision |
| -------------------------------------------------------- | -------------------------------------------------------- | ----------------------------------------------------------------------------------------------- | ------------------------------- |
| Valle-di-Rostino Gavignano Saliceto Morosaglia Castineta | Castineta Morosaglia Valle-di-Rostino Gavignano Saliceto |                                                                                                 | 13 novembre 1872 (Décret)       |
| Nessa Feliceto                                           | Feliceto Nessa                                           |                                                                                                 | 12 mai 1866 (Loi)               |
| Saint-André-de-Cotone Pioggiola                          | Pioggiola Saint-André-de-Cotone                          |                                                                                                 | 17 février 1864 (Loi)           |
| Mausoléo San-Giuliano                                    | San-Giuliano Mausoléo                                    |                                                                                                 | 14 décembre 1863 (Décret)       |
| Mazzola                                                  | Sant'Andréa-di-Bozio                                     | Enclave de Casciani                                                                             | 24 août 1857 (Décret)           |
| Castellare Penta                                         | Penta Castellare                                         |                                                                                                 | 14 mai 1853 (Loi)               |
| Giuncaggio Pancheraccia                                  | Pancheraccia Giuncaggio                                  |                                                                                                 | 13 septembre 1852 (Décret)      |
| Speloncato Ville                                         | Ville Speloncato                                         |                                                                                                 | 9 juillet 1852 (Loi)            |
| Aregno Sant'Antonino                                     | Sant'Antonino Aregno                                     |                                                                                                 | 9 juillet 1852 (Loi)            |
| Olmi-Capella Mausoleo                                    | Mausoleo Olmi-Capella                                    |                                                                                                 | 8 mai 1852 (Décret)             |
| Saint-Laurent                                            | Piedigriggio                                             | Enclave                                                                                         | 24 décembre 1850 (Loi)          |
| Altiani Focicchia                                        | Focicchia Altiani                                        | Limite fixée suivant la rivière du Tavignano, le ruisseau de Simone et le sommet de Punta-Cerio | 28 novembre 1850 (Loi)          |
| Riventosa Casanova                                       | Casanova Riventosa                                       | Limite fixée par le cours du ruisseau le Misongno                                               | 28 février 1850 (Loi)           |
| Ville                                                    | Bastia                                                   | Limite fixée par le cours du ruisseau Della Racina                                              | 5 février 1850 (Loi)            |
| Serraggio                                                | Lugo-di-Venaco                                           | Limite fixée par le cours du ruisseau Lavadelle                                                 | 5 février 1850 (Loi)            |